# M-73 (plataforma de satélite)
M-73 é a desginação de uma plataforma de satélites multimissão desenvolvida pelo NPO Lavochkin (OKB-301), tendo sido usada nas espaçonaves do início da década de 70 no Programa Marte e também no Programa Vênera.